# Jamuni McNeace
Jamuni McNeace, né le 25 mars 1996 à Decatur, dans l'Illinois, est un joueur américain de basket-ball évoluant au poste de pivot.

## Biographie
Étudiant à l'université de l'Oklahoma, il évolue de 2015 à 2019 pour les Sooners de l'Oklahoma de la Big 12 Conference. Il est coéquipier des futurs joueurs NBA, Buddy Hield, Austin Reaves et de Trae Young.
Passé professionnel en Europe, McNeace signe pour le club français Cholet Basket en 2024. Il réalise une très bonne saison sous la direction de Fabrice Lefrançois. Il prolonge son contrat jusqu'en 2027.